# Andrena arenicola
Andrena arenicola là một loài Hymenoptera trong họ Andrenidae. Loài này được LaBerge & Ribble mô tả khoa học năm 1972.